# V1003 Геркулеса
V1003 Геркулеса (лат. V1003 Herculis), HD 343341 — тройная звезда в созвездии Геркулеса на расстоянии приблизительно 840 световых лет (около 258 парсек) от Солнца.
Пара первого и второго компонентов — двойная затменная переменная звезда типа W Большой Медведицы (EW). Видимая звёздная величина звезды — от +9,9m до +9,81m. Орбитальный период — около 0,4933 суток (11,84 часа).
Открыта проектом Hipparcos*.

## Характеристики
Первый компонент (HD 343341A) — белая пульсирующая переменная звезда типа Дельты Щита (DSCTC:) спектрального класса A7V, или A7. Масса — около 1,204 солнечной, радиус — около 1,424 солнечного, светимость — около 2,783 солнечной*. Эффективная температура — около 6312 K.
Второй компонент (HD 343341B) — жёлтый карлик спектрального класса G5V. Масса — около 0,45 солнечной, радиус — около 0,904 солнечного, светимость — около 1,078 солнечной*. Эффективная температура — около 6936 K.
Третий компонент — коричневый карлик. Масса — около 15,91 юпитерианской. Удалён в среднем на 1,767 а.е..